# Turbato corde
Turbato corde was een pauselijke bul, uitgevaardigd op 26 juli 1267 door paus Clemens IV, waarin het verboden werd voor christenen om het joodse geloof  aan te nemen.
In de bul werd gesuggereerd, dat de joden erop uit waren christenen te bekeren. Een andere verklaring was echter, dat het hier joden betrof die aanvankelijk (al dan niet onder druk) zich hadden bekeerd tot het christendom, maar nu weer terug wilden keren naar hun oorspronkelijk geloof. Onder de pausen Gregorius X (in 1274) en Nicolaas IV  (in 1288) werd deze oproep onder dezelfde naam, Turbato Corde, opnieuw uitgebracht en werden allen die zich aan deze praktijken schuldig maakten automatisch beschouwd als ketters. 
Indien joden betrapt zouden worden op deze praktijken, dan volgde een opsluiting, inbeslagname van hun bezittingen en andere straffen, overeenkomstig het canoniek recht.
Deze bul was slechts een van de vele andere bullen die gericht waren tegen het jodendom en werd wel gezien als een vrijbrief voor de Inquisitie om ook deze geloofsgroepering aan te pakken.